# Schaefferia lindbergi
Schaefferia lindbergi är en urinsektsart som beskrevs av da Gama 1963. Schaefferia lindbergi ingår i släktet Schaefferia och familjen Hypogastruridae. Inga underarter finns listade i Catalogue of Life.